# Juan Velázquez Tlacotzin
Juan Velázquez Tlacotzin (ur. ?, zm. 1526) – aztecki tlatoani (władca) Tenochtitlánu w latach 1525–1526, pozostający w zależności od konkwistadorów.

## Życiorys
Tlacotzin był członkiem azteckiej rodziny królewskiej i dalekim krewnym Montezumy II i Cuauhtémoca, których był doradcą. W 1525 roku wraz z Cuauhtémocem został schwytany przez konkwistadorów. Hernán Cortés stracił azteckiego władcę i torturował Tlacotzina w celu ujawnienia lokalizacji azteckich bogactw. Hernán Cortés mianował go jednak potem nowym azteckim tlatoanim i nadał mu hiszpańskie imię (Juan Velázquez) oraz uzbrojenie. Podczas swoich rządów towarzyszył Cortésowi w jego wyprawach, ale zachorował i zmarł podczas jednej z nich w 1526 roku. Nowym władcą Tenochtitlánu został wybrany przez niego Andrés de Tapia Motelchiuh.